# 第三次安倍內閣 (第三次改組)
第三次安倍第三次改組内閣（日语：／ Daisanji Abe Daisanji Kaizō naikaku */?）是日本眾議院議員、自由民主黨總裁安倍晉三就任第97任內閣總理大臣（首相）後，自2017年8月3日至2017年11月1日組成的內閣。

## 概要
第三次安倍第二次改組内阁中，5人留任，1人改任其他职务，6人首次入阁。本届内阁中，最年长成员为副首相兼财务大臣麻生太郎（就任时76岁），最年轻成员为国家公安委员会委员长兼防灾担当大臣小此木八郎（就任时52岁）。若不计首次入阁成员，本届内阁入阁次数最多的是麻生太郎（12次），最少的是农林水产大臣斋藤健（3次）。另外，本次内阁中，自民党内岸田派和无派阀人士最多，均为4人；其次是细田派和麻生派，各3人；额贺派2人；二阶派和石破派各1人；公明党方面1人入阁；自民党谷垣派、石原派无人入阁，亦没有民间人士入阁。
有舆论分析认为，由于安倍本人及其阁僚相继卷入包括加计学园事件以及南苏丹联合国维和行动日报隐瞒事件在内的一系列丑闻，导致安倍内阁支持率急剧下跌，因此安倍试图以改组内阁的方式挽回支持率，并为其“2020年之前修宪”铺路。

## 国务大臣
| 职务 | 姓名 | 姓名       | 所属                         | 特命事项等                                                                                  | 备注                                                 |
| --- | ---- | ---------- | ---------------------------- | ------------------------------------------------------------------------------------------- | ---------------------------------------------------- |
| 内阁总理大臣 |      | 安倍晋三   | 眾議院 自由民主黨 （細田派） |                                                                                             | 自民党总裁                                           |
| 財務大臣 內閣府特命擔當大臣 （金融擔當）                                                                                                 |      | 麻生太郎   | 眾議院 自由民主黨 （麻生派） | 摆脱通货紧缩担当 內閣總理大臣臨時代理 就任顺位第1位（副总理）                               | 留任                                                 |
| 總務大臣 內閣府特命擔當大臣 （个人番号制度担当）                                                                                         |      | 野田圣子   | 眾議院 自由民主党 （無派閥） | 女性活跃担当                                                                                | 曾任邮政大臣、内阁府特命担当大臣等职务               |
| 法务大臣 |      | 上川阳子   | 眾議院 自由民主党 （岸田派） |                                                                                             | 2014年-2015年担任法务大臣                            |
| 外务大臣 |      | 河野太郎   | 眾議院 自由民主黨 （麻生派） | 內閣總理大臣臨時代理 就任顺位第4位                                                          | 曾任国家公安委员会委员长、內閣府特命擔當大臣等职务   |
| 文部科学大臣 |      | 林芳正     | 參議院 自由民主黨 （岸田派） | 教育再生担当                                                                                | 曾任防卫大臣、农林水产大臣、內閣府特命擔當大臣等职务 |
| 厚生劳动大臣 内阁府特命担当大臣 （劳动方式改革担当） （绑架问题担当）                                                                    |      | 加藤胜信   | 眾議院 自由民主黨 （额贺派） | 內閣總理大臣臨時代理 就任顺位第5位                                                          | 由少子化对策担当大臣兼男女共同参与大臣改任           |
| 农林水产大臣 |      | 斋藤健     | 眾議院 自由民主黨 （石破派） |                                                                                             | 初入阁                                               |
| 经济产业大臣 内阁府特命担当大臣 （原子能损害赔偿、 废炉等支援机构担当）                                                                  |      | 世耕弘成   | 参议院 自由民主党 （细田派） | 产业竞争力担当 俄罗斯经济领域协力担当 原子能经济被害担当                                    | 留任                                                 |
| 国土交通大臣 |      | 石井启一   | 众议院 公明党                | 水循环政策担当                                                                              | 留任                                                 |
| 环境大臣 内阁府特命担当大臣 （原子能防灾担当）                                                                                           |      | 中川雅治   | 参议院 自由民主党 （細田派） |                                                                                             | 初入阁                                               |
| 防卫大臣 |      | 小野寺五典 | 眾議院 自由民主黨 （岸田派） |                                                                                             | 2012年-2014年担任防卫大臣                            |
| 内阁官房长官 |      | 菅义伟     | 眾議院 自由民主党 （無派閥） | 冲绳基地负担减轻担当 內閣總理大臣臨時代理 就任顺位第2位                                     | 留任                                                 |
| 复兴大臣 |      | 吉野正芳   | 众议院 自由民主党 （細田派） | 福岛核电事故再生总括担当                                                                    | 留任                                                 |
| 国家公安委员会委员长 内阁府特命担当大臣 （防灾担当）                                                                                     |      | 小此木八郎 | 眾議院 自由民主党 （無派閥） | 国土强韧化担当                                                                              | 初入阁                                               |
| 内阁府特命担当大臣 （冲绳及北方对策担当） （消费者及食品安全担当） （海洋政策担当）                                                      |      | 江崎铁磨   | 眾議院 自由民主党 （二阶派） | 领土问题担当                                                                                | 初入阁                                               |
| 内阁府特命担当大臣 （少子化对策担当） （男女共同参与担当） （酷日本战略担当） （知识产权战略担当） （科学技术政策担当） （宇宙政策担当） |      | 松山政司   | 参議院 自由民主党 （岸田派） | 一亿总活跃担当 信息技术（IT）政策担当                                                       | 初入阁                                               |
| 内阁府特命担当大臣 （经济财政政策担当）                                                                                                  |      | 茂木敏充   | 眾議院 自由民主黨 （额贺派） | 经济再生担当 人才培养革命担当 社会保障、税制一体改革担当 内阁总理大臣临时代理 就任順位第3位 | 曾任经济产业大臣、内阁府特命担当大臣等职务           |
| 内閣府特命担当大臣 （地方创生担当） （規制改革担当）                                                                                     |      | 梶山弘志   | 众议院 自由民主党 （無派閥） | 城市・人・工作创生担当 行政改革担当 国家公务员制度担当                                      | 初入閣                                               |
| 国务大臣 |      | 铃木俊一   | 衆議院 自由民主党 （麻生派） | 东京奥运会及担当                                                                            | 曾任环境大臣                                         |

## 内阁官房副长官、内阁法制局长官
| 职务           | 姓名       | 所属及其他                   |
| -------------- | ---------- | ---------------------------- |
| 内閣官房副長官 | 西村康稔   | 衆議院／自由民主党（細田派） |
| 内閣官房副長官 | 野上浩太郎 | 参議院／自由民主党（細田派） |
| 内閣官房副長官 | 杉田和博   | 原内閣危機管理監             |
| 内閣法制局長官 | 横畠裕介   | 前内閣法制次長               |

- 野上、杉田、横畠三人为上届留任。